# گلیکوزوری کلیوی
گلیکوزوری کلیوی (به انگلیسی: Renal glycosuria) یک بیماری نادر کلیوی است که در آن قند ساده یا گلوکز  با وجود سطح طبیعی یا پایین قند خون، در ادرار ترشح می‌شود. در حالت عملکرد طبیعی کلیه، قند تنها زمانی در ادرار دفع می‌شود که سطح قند در خون بالاتر از حد طبیعی خود باشد. با این حال، در بیماران مبتلا به گلیکوزوری کلیوی سطح قند در ادرار به صورت غیر طبیعی افزایش می‌یابد که علت آن عملکرد نامناسب توبول‌های کلیوی است که از اجزای اصلی نفرون‌ها که واحد فیلتراسیون کلیه‌ها هستند، محسوب می‌شوند.